# World Series 1919
Die World Series 1919 war die 16. Auflage der Finalrunde in der US-amerikanischen Baseball-Liga Major League Baseball (MLB). In der Best-of-Nine-Serie besiegten die Cincinnati Reds die Chicago White Sox mit 5–3 Siegen. Die sportlichen Geschehnisse wurden durch einen Bestechungsskandal überschattet, in den acht Chicago-Spieler verwickelt waren. In ironischer Anspielung auf den Vereinsnamen White Sox (dt.: Die Weißen Socken) spricht man in diesem Zusammenhang auch vom Black Sox Scandal (dt.: Skandal der Schwarzen Socken). Die Finalserie gilt als einer der schlimmsten Sportskandale der Vereinigten Staaten.

## Vorgeschichte
Die Reds hatten 96 Saisonspiele gewonnen und genossen daher gegen die White Sox (88 Siege) den Vorteil eines fünften Heimspiels. 1919 wurde erstmals seit 1903 eine Serie mit fünf Siegen für den Gewinn (Best-of-Nine) ausgespielt. Obwohl die Reds nur leicht favorisiert waren, wurden plötzlich große Geldsummen auf sie gesetzt. Dahinter steckte Geschäftsmann/Mafiaboss Arnold Rothstein von der Kosher Nostra. Rothstein bestach die White Sox, um seinerseits große Summen auf einen Reds-Sieg zu setzen.
Die Spieler der White Sox litten unter dem Geiz ihres Besitzers Charles Comiskey, der unterdurchschnittliche Löhne zahlte und sich u. a. weigerte, die Waschmittel für die Reinigung der Uniformen zu zahlen. Die weißen Chicago-Jerseys wurden immer dreckiger, so dass das Team bereits vor der Finalserie ironisch Black Sox genannt wurde. First Baseman Chick Gandil hatte Kontakte zum Chicagoer Wetthai Joseph Sullivan, der wiederum einen guten Draht zu Mafiaboss Rothstein hatte. Rothstein bot Gandil 80.000 US-Dollar an, wenn er das Team dazu brächte, die World Series zu verlieren. Gandil weihte die beiden Pitcher Eddie Cicotte und Lefty Williams sowie die Feldspieler Charles Risberg, Oscar Felsch und Buck Weaver und White-Sox-Superstar Shoeless Joe Jackson ein. Ersatzspieler Fred McMullin wurde nicht eingeweiht, fand es heraus und ließ sich ebenfalls bestechen, während Weaver ablehnte, aber schwieg. Nachdem Gandil die Bestechungssumme auf 100.000 Dollar hochgehandelt hatte, war die Manipulation perfekt.
Da der Kader der White Sox insgesamt 27 Spieler umfasste, blieben viele Personen uneingeweiht. Unter den Stammspielern waren es Catcher Ray Schalk, Right Fielder Eddie Murphy und der dritte Pitcher Dickie Kerr. Auch Coach Kid Gleason blieb außen vor.

## Statistik
NL Cincinnati Reds (5) vs. AL Chicago White Sox (3)
| Spiel | Endstand                                                | Datum      | Ort           | Zuschauerzahl |
| ----- | ------------------------------------------------------- | ---------- | ------------- | ------------- |
| 1     | Chicago White Sox – 1, Cincinnati Reds – 9              | 1. Oktober | Crosley Field | 30.511        |
| 2     | Chicago White Sox – 2, Cincinnati Reds – 4              | 2. Oktober | Crosley Field | 29.698        |
| 3     | Cincinnati Reds – 0, Chicago White Sox – 3              | 3. Oktober | Comiskey Park | 29.126        |
| 4     | Cincinnati Reds – 2, Chicago White Sox – 0              | 4. Oktober | Comiskey Park | 34.363        |
| 5     | Cincinnati Reds – 5, Chicago White Sox – 0              | 6. Oktober | Comiskey Park | 34.379        |
| 6     | Chicago White Sox – 5, Cincinnati Reds – 4 (10 innings) | 7. Oktober | Crosley Field | 32.006        |
| 7     | Chicago White Sox – 4, Cincinnati Reds – 1              | 8. Oktober | Crosley Field | 13.923        |
| 8     | Cincinnati Reds – 10, Chicago White Sox – 5             | 9. Oktober | Comiskey Park | 32.930        |

## Spielberichte

### Spiel 1
Reds gewinnen ihr 1. Heimspiel 9–1: Reds 1 – White Sox 0
Als Signal, dass die acht Verschwörer die Bestechung angenommen hatten, warf Cicotte absichtlich den 2. Pitch in den Rücken von Reds-Schlagmann Morrie Rath. Das Spiel verlief ausgeglichen, bis die Reds durch eine unverdächtig aussehende „Schwächeperiode“ von Cicotte fünf Runs im 4. Inning holten und den Sieg sicher mit 9–1 nach Hause brachten. Doch die Verschwörer waren beunruhigt, weil sie nicht die ganzen Hunderttausend, sondern lediglich 10.000 Dollar Vorschuss bekamen. Grund war, dass Rothsteins Strohmänner keine 100.000 Dollar flüssig hatten.

### Spiel 2
Reds gewinnen ihr 2. Heimspiel 4–2: Reds 2 – White Sox 0
An diesem Tag war Lefty Williams als White-Sox-Werfer eingeteilt. Er lieferte ein perfektes Schauspiel ab, indem er den Großteil des Spieles stark warf und sich nur „zufällige kleine Fehler“ leistete. Weil die White Sox „seltsam“ schwach beim Schlagen waren, gewannen die Reds mit 4–2. Die Verschwörer bekamen nur eine weitere Anzahlung von 10.000 Dollar und wurden ungeduldig.

### Spiel 3
Reds verlieren ihr 3. Heimspiel 0–3: Reds 2 – White Sox 1
Der nicht in die Bestechung eingeweihte Dickie Kerr warf ein Shutout. Kerr – der innerhalb des Teams als verhasst galt und nicht am Geld teilhaben sollte – sorgte ungewollt für zwei Probleme. Erstens wollten die Verschwörer weiter unauffällig verlieren. Zweitens bekamen Rothsteins Strohmänner Geldprobleme: Um die restlichen 80.000 Dollar zusammenzukratzen, hatten sie das vorhandene Geld auf einen Reds-Sieg gesetzt. Die fast bankrotten Strohmänner gerieten nun in Panik.

### Spiel 4
White Sox verlieren ihr 1. Heimspiel 0–2: Reds 3 – White Sox 1
Eddie Cicotte warf dieses Spiel und leistete sich beim Stand von 0–0 eine „zufällige“ Ungeschicklichkeit, durch die die Reds die beiden einzigen Punkte erzielten. Nach dem Spiel erhielt Gandil 20.000 Dollar und teilte sie zwischen Risberg, Felsch, Jackson und Williams auf.

### Spiel 5
White Sox verlieren ihr 2. Heimspiel 0–4: Reds 4 – White Sox 1
Dieses Spiel verlief lange sehr ausgeglichen, bis Felsch im 6. Inning „zufällig“ zwei dicke Patzer unterliefen und die Reds die vier spielentscheidenden Punkte erzielten. Die Verschwörer waren nur noch eine Niederlage weg von ihrer Bestechungsprämie. Nach dem bisherigen System (Best-of-Seven) wäre die Serie beendet gewesen.

### Spiel 6
White Sox gewinnen ihr 3. Heimspiel 5–4: Reds 4 – White Sox 2
Der weiterhin uneingeweihte Dickie Kerr leistete sich ein eher mäßiges Spiel, was durch drei Fielding-Fehler seiner Teamkollegen verschlimmert wurde. Aber die White Sox glichen im 6. Inning zum 4–4 aus. Obwohl die Reds nur einen Punkt weg von der World Series (und die Verschwörer ihrerseits von den 60.000 ausstehenden Dollar), gelang es den Bestochenen nicht, dieses Spiel „unglücklich“ zu verlieren. Ausgerechnet Rädelsführer Gandil erzielte den entscheidenden Punkt zum 5–4.

### Spiel 7
White Sox gewinnen ihr 4. Heimspiel 4–1: Reds 4 – White Sox 3
Gerüchte verdichteten sich, dass Eddie Cicotte bestochen worden war. Doch diesmal spielte der Pitcher sehr gut, und die bisher sattelfeste Reds-Defensive leistete sich ihrerseits mehrere Fehler. Cincinnati verlor glatt mit 4–1.

### Spiel 8
Reds gewinnen ihr 4. Heimspiel 10–5: Reds gewinnen World Series mit 5–3 Siegen
Für dieses Spiel war Lefty Williams als Werfer eingeteilt. Vor dem Spiel rief Mafiaboss Rothstein persönlich beim White-Sox-Spieler an und drohte, seine Familie zu ermorden, sollte er nicht im 1. Inning spielentscheidende Fehler machen. Der verängstigte Williams warf langsame, gerade Bälle (das heißt Steilvorlagen für Home Runs), so dass die Reds bereits nach dem 1. Inning mit 4–0 führten. Die Reds gewannen am Ende 10–5 und die Serie mit 5–3. Sofort nach dem Spiel wurden Vorwürfe laut, dass die Serie manipuliert gewesen sei.

## Enttarnung

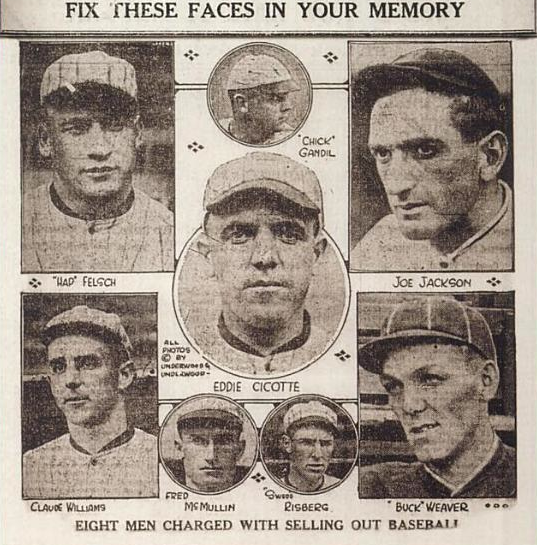
Titelseite der Sporting News vom 7. Oktober 1920 mit den Schlagzeilen: Fix These Faces In Your Memory - eight men charged with selling out baseball („Prägen Sie sich diese Gesichter ein – acht Mann sind angeklagt, Baseball verraten zu haben.“) Fotos: Eddie Cicotte (Mitte); von links oben im Uhrzeigersinn: Happy Felsch, Chick Gandil, Joe Jackson, Buck Weaver, Swede Risberg, Fred McMullin, Claude Williams

Die White Sox wurden die ganze Saison 1920 der Spielmanipulation verdächtigt. Im September kam die Grand Jury zusammen und klagte die Organisation formal an. Eddie Cicotte und Joe Jackson gestanden sofort, und als das Ausmaß des Skandals sichtbar wurde, suspendierte der schockierte White-Sox-Besitzer Charles Comiskey die Schuldigen. Die White Sox verfehlten deswegen die Playoffs 1920. Rothstein wurde ebenfalls angeklagt, konnte sich aber erfolgreich als „argloser Geschäftsmann“ aus der Affäre ziehen, der von „dubiosen Wetthaien“ (d. h. seinen eigenen Strohmännern) betrogen worden sei. Die Strohmänner selbst ließ er im Ausland untertauchen. Die acht Verschwörer Gandil, Cicotte, Weaver, Jackson, Felsch, Williams, McMullin und Risberg wurden zwar von der Jury freigesprochen, aber keiner von ihnen spielte jemals wieder in der MLB. Grund war die Berufung von Kenesaw Mountain Landis zum Aufseher (Commissioner) für den Baseballsport, um z. B. derartige Wettskandale zukünftig zu verhindern. Landis, der selbst zuvor als Bundesrichter tätig gewesen war, ignorierte den Richterspruch und sperrte alle Spieler lebenslang für die MLB.
Im Nachhinein war die lebenslange Verbannung von Weaver und Jackson umstritten. Weaver hatte nie Geld angenommen und war lediglich Mitwisser: Bei ihm hätte wohl eine mehrjährige Sperre ausgereicht. Jackson bekam bei seinem Verfahren keinen Anwalt und legte ein Geständnis ab, obwohl er unter Alkoholeinfluss stand. Zudem unterschrieb er den vordiktierten Text, obwohl er ihn als Analphabet nicht lesen konnte.
Im Rahmen des Prozesses wurde ein weiterer Spieler, „Honest“ Eddie Murphy (geboren in Hancock, New York am 2. Oktober 1891), bekannt. Seinen Spitznamen „Honest“ (der ehrliche Eddie) erhielt er, weil er sich nicht an den Schiebereien beteiligte. Der Begriff „Honest Eddie“ gilt heute als geflügeltes Wort. Murphy starb am 21. Februar 1969 in Dunmore, Pennsylvania, und machte von 1912 bis 1921 insgesamt 760 Major-League-Spiele für die Oakland Athletics, Chicago White Sox und Pittsburgh Pirates.

## Folgen
Die White Sox lösten quasi ihr Team auf, und das 1919-Team ging als Black Sox unrühmlich in die Sportgeschichte ein. Es dauerte bis 1959, ehe die White Sox wieder in die World Series kamen. Die nach 1919 folgende jahrzehntelange Durststrecke wurde als Curse of the Black Sox („Fluch der Schwarzen Socken“) bekannt. Erst 2005, 86 Jahre nach dem Skandal, gelang es den White Sox, eine World Series zu gewinnen.
Für „Shoeless“ Joe Jackson hatte der Skandal bittere Folgen. Obwohl er mit Ty Cobb und Babe Ruth als der größte Spieler seiner Generation galt, wurde er für alle Zeiten aus der Baseball Hall of Fame ausgeschlossen. In die Folklore ging der Satz „Say it ain’t so, Joe!“ („Sag, dass das nicht wahr ist, Joe!“) ein, den angeblich ein Junge während der Verhandlung zu ihm rief. Obwohl das Zitat wahrscheinlich erfunden ist, gilt es heute als geflügeltes Wort für die Fassungslosigkeit ehrlicher Fans über das Verhalten krimineller Sporthelden.
Fast 40 Jahre nach dem Skandal legte Chick Gandil im Magazin Sports Illustrated seine Sicht der Dinge dar. Als Hauptmotiv führte er „ständige Unterbezahltheit“ an und meinte, dass die ganze Sache sowohl von Bestechern als auch Bestochenen „naiv und amateurhaft“ durchgeführt worden war: Früh hätten Journalisten Wind davon bekommen, die Verschwörer hätten ständig Drohanrufe erhalten, und in seinen Augen seien die Niederlagen „echt“ gewesen. Gandil führte an, dass Mitverschwörer Joe Jackson und Buck Weaver einen Batting Average von .375 und .324 geschafft hätten, die Reds in der ganzen Serie lediglich fünf Punkte mehr erzielt hätten (64 gegen 59) und beide Seiten je 12 Errors begangen hätten. Für ihn sei die lebenslange Sperre trotzdem „hart, aber nachvollziehbar“ gewesen, denn „...jeder sah ein, dass wir etwas Schlimmes gemacht hatten“.

## Aufarbeitung in Buch und Film
Der Skandal wurde im Buch Eight Men Out (1963) von Eliot Asinof literarisch aufgearbeitet, das als das Standardwerk zu diesem Verbrechen gilt. Der Titel bezieht sich auf ein Zitat Comiskeys aus seiner 1919 erschienenen Biographie über Baseball als den „aufrichtigsten Zeitvertreib“ und sein Team desselben Jahres: Baseball and crookedness do not mix. (…) No game is lost until the last man is out. (Baseball und Unehrlichkeit vertragen sich nicht. (…) Kein Spiel ist verloren bis der letzte Mann ausgeschieden ist.)
Das Buch wurde 1988 gleichnamig verfilmt (dt. Acht Mann und ein Skandal, 1988, u. a. mit John Cusack und Charlie Sheen). Der Film enthält – vergleichbar mit anderen Sportfilmen wie Das Wunder von Bern oder Wie ein wilder Stier – ein zeitgeschichtliches Bild, in dem die Spieler schlechtbezahlte Knechte gieriger Klubbesitzer und somit ideale Ziele für Bestechung sind.
Im Film, der die Meinung des Buches wiedergibt, wird Chick Gandil als der eigentliche Schurke dargestellt, der das Team aus Geldgier mit seinen Kumpanen Charles Risberg und Fred McMullin ins Verderben zieht und Abweichlern Prügel androht. Eddie Cicotte wird als tragische Figur dargestellt, der am Ende einer schlechtbezahlten Karriere einmal im Leben Geld sehen will. Lefty Williams, Buck Weaver und Joe Jackson werden als gewissensgeplagte Mitläufer porträtiert, die zu feige sind, um sich aufzulehnen. Bemerkenswert ist, dass der Film Jackson nicht nur als Analphabeten, sondern als grenzwertig Schwachsinnigen porträtiert, der unfähig ist, die Tragweite dieser Bestechung zu sehen. Die uneingeweihten Eddie Murphy, Ray Schalk und Kid Gleason sind machtlose Statisten, genau wie der als naiv dargestellte Rookie Dickie Kerr.
Auch der Film „Field of Dreams“ (Feld der Träume, 1989, u. a. mit Kevin Costner und Burt Lancaster) spielt auf die lebenslange Sperre der Spieler an. In der HBO-Serie Boardwalk Empire wird der Skandal ebenfalls aufgegriffen, hier aus Sicht des Drahtziehers Arnold Rothstein, der nur aufgrund der Hilfe des Boardwalk-Empire-Hauptcharakters Nucky Thompson einer Verurteilung entgeht.
Im Roman Der große Gatsby wird der Skandal beiläufig erwähnt. Als Drahtzieher wird der fiktive Meyer Wolfshiem genannt.